# 拉費·勘查納拉費
拉費·勘查納拉費（1936年—2010年2月19日），前羽球運動員，曾代表泰國和加拿大參加國際比賽，並在兩個國家贏得了全國男子雙打和混合雙打冠軍。
拉費·勘查納拉費以他的預感和控球而聞名，是1961年和1964年幫助泰國隊爭奪湯姆斯盃的主力雙打球員之一。他與納榮·潘奇姆搭檔，在這兩個湯姆斯盃賽季總共出賽18場，贏了15場，其中包括1961年挑戰賽對陣印尼的兩場。
1962年，他們兩人在著名的全英錦標賽中獲得男子雙打亞軍，僅以些微的比分輸給丹麥名將芬·科貝羅和約爾根·哈莫加德·漢森組合。1969年，他移居加拿大，在那裡他獲得了更多的頭銜，並與前泰國隊友查納榮·拉塔納散素旺一起代表加拿大參加1973年湯姆斯盃，以及1976年湯姆斯盃。